# Diaethria extrema
Diaethria extrema är en fjärilsart som beskrevs av Vogeler 1935. Diaethria extrema ingår i släktet Diaethria och familjen praktfjärilar. Inga underarter finns listade i Catalogue of Life.